# Juan Carlos Bistoto
Emiliano Juan Carlos Bistotto Valles (Rosario, 12 de noviembre de 1936) es un actor, director y productor de televisión de origen argentino, con amplia trayectoria en Chile..

## Carrera artística
Nació en Rosario (Argentina) el 12 de noviembre de 1936. Cursó sus estudios en la Escuela de Bellas Artes de Rosario.
En 1969 contratado por una productora cinematográfica rumbo a Nueva York, decidió visitar a unos amigos a Chile, entre ellos, el actor Emilio Gaete, quien le presentó a la actriz Nelly Meruane en el apogeo de la serie Juani en sociedad de Canal 13. Bistoto abandonó su compromiso laboral y se estableció en Santiago.
En Chile debutó como actor en televisión con en el programa La manivela en julio de 1970; durante un sketch del programa en abril de 1971, Bistoto protagonizó uno de los primeros desnudos masculinos en la televisión chilena (el primero había sido realizado por Jorge Rebel en el programa Maijope show en 1969). Posteriormente, ejerció como productor ejecutivo de Alcance las estrellas . Dirigió tres episodios de la serie Juani en sociedad. 
En 1974 se radicó junto a Meruane en Venezuela, donde ejerció como actor y comediante. Posteriormente, regresó a Chile y comenzó su trabajo en telenovelas y programas de televisión de Canal 13.

## Vida personal
Contrajo matrimonio con la actriz chilena Nelly Meruane el 27 de septiembre de 1969 en la Iglesia de Los Dominicos, luego de cuarenta y cinco días de haberse conocido. La pareja alcanzó 49 años de matrimonio hasta la muerte de Meruane en 2018.

## Televisión
| Año  | Título                   | Papel           | Medio               |
| ---- | ------------------------ | --------------- | ------------------- |
| 1983 | Las herederas            | Andrée Steiner  | Canal 13            |
| 1984 | La represa               | Gustavo Aguirre | Televisión Nacional |
| 1985 | Andrea                   | Edmundo Tagle   | Canal 13            |
| 1985 | Matrimonio de papel      | Felipe Labarca  | Canal 13            |
| 1986 | Ángel malo               | Raúl Bravo      | Canal 13            |
| 1987 | La invitación            | Bernardo Lynch  | Canal 13            |
| 1988 | Semidiós                 | Germán Santana  | Canal 13            |
| 1990 | Acércate más             | Ulises          | Canal 13            |
| 1993 | Marrón glacé             | Ramiro          | Canal 13            |
| 1996 | Marrón glacé, el regreso | Ramiro          | Canal 13            |
| 2001 | El día menos pensado     | Atenor          | Televisión Nacional |
| 2005 | La Nany                  | Javier          | Mega                |
| 2006 | La vida es una lotería   | Domingo         | Televisión Nacional |